# Lapohos János
Lapohos János (Ördöngösfüzes, 1929. április 11. – Marosvásárhely, 2010. szeptember 14.) fizikus, egyetemi, főiskolai oktató, műszaki szakíró.

## Életútja
Középiskolát a szamosújvári gimnáziumban végzett (1948), a Bolyai Tudományegyetemen szerzett matematika-fizika szakos középiskolai tanári diplomát (1953). Gyakornok, majd tanársegéd a marosvásárhelyi OGYI orvosi fizika tanszékén (1953–1957), fizikatanár ugyanott a 4. sz. Líceumban (1957–1959), szaktanfelügyelő a Magyar Autonóm Tartományban (1959–60), tanár, katedrafőnök, tizenkét éven át rektor a marosvásárhelyi Pedagógiai Főiskolán, egyidejűleg az Almérnöki Intézet tanára. A fizikai tudományok doktora (1980).
Tudományos dolgozatai jelentek meg az Electrotehnica, Studii și Cercetări Energetice și Electrotehnice, Metrologie aplicată című szakfolyóiratok hasábjain. Doktori értekezése az ionoszféra alsó rétege által visszavert rádióhullámok elektromos tere menetének statisztikai elemzéséről új adatokat szolgáltatott a napfolt tevékenységének az ionoszféra alsó rétegeire való hatására, e rétegek szerkezetének és visszaverő tulajdonságainak periodikus változásaira. Ezek alapján eredeti ionoszféra-modellt dolgozott ki.

## Főiskolai jegyzetei
- Elektromágnesességtan (Marosvásárhely, 1968)
- Electronică industrială (Marosvásárhely, 1985)
- Îndrumător de lucrări pentru laborator de electronică industrială (Marosvásárhely, 1990)